# Leucobryum fragile
Leucobryum fragile är en bladmossart som beskrevs av Theodor Carl Karl Julius Herzog 1909. Leucobryum fragile ingår i släktet Leucobryum och familjen Dicranaceae. Inga underarter finns listade i Catalogue of Life.